# Bret Maverick
Bret Maverick  è una serie televisiva statunitense in 18 episodi trasmessi per la prima volta nel corso di una sola stagione dal 1981 al 1982. È il sequel della saga western televisiva di Maverick (1957-1962).

## Personaggi
- Bret Maverick (18 episodi, 1981-1982), interpretato da	James Garner.
- Tom Guthrie (17 episodi, 1981-1982), interpretato da	Ed Bruce.
- Rodney Catlow (17 episodi, 1981-1982), interpretato da	David Knell.
- Jack the Bartender (17 episodi, 1981-1982), interpretato da	Jack Garner.
- Shifty Delgrado (17 episodi, 1981-1982), interpretato da	Luís Delgado.
- sceriffo Mitchel Dowd (17 episodi, 1981-1982), interpretato da	John Shearin.
- Cy Whittaker (17 episodi, 1981-1982), interpretato da	Richard Hamilton.
- Elijah Crow (17 episodi, 1981-1982), interpretato da	Ramon Bieri.
- Mary Lou 'M.L.' Springer (16 episodi, 1981-1982), interpretato da	Darleen Carr.
- sceriffo Sturgess (13 episodi, 1981-1982), interpretato da	Tommy Bush.
- Estelle Springer (7 episodi, 1981-1982), interpretata da	Priscilla Morrill.
- Philo Sandeen (7 episodi, 1981-1982), interpretato da	Stuart Margolin.
- Kate Hanrahan (4 episodi, 1981-1982), interpretata da	Marj Dusay.

## Produzione
La serie, ideata da Gordon Dawson, fu prodotta da Warner Bros. Television e girata negli studios della Warner Brothers a Burbank e nel Sable Ranch in California. Le musiche furono composte da J.A.C. Redford (temi: Maverick didn't come here to Lose e Ever, never lovin' you scritti da Ed Bruce, Patsy Bruce e Glenn Ray e cantati da  Ed Bruce). Tra i membri ricorrenti del cast della serie, ambientata in un piccolo paese dell'Arizona, vi è anche il cantante country Ed Bruce nel ruolo di Tom Guthrie, partner di Bret e co-proprietario del Red Ox Saloon.

### Registi
Tra i registi della serie sono accreditati:
- Ivan Dixon (3 episodi, 1981-1982)
- William Wiard (3 episodi, 1981-1982)
- Leo Penn (3 episodi, 1982)
- Stuart Margolin (2 episodi, 1981)
- John Patterson (2 episodi, 1982)

## Distribuzione
La serie fu trasmessa negli Stati Uniti dal 1981 al 1982 sulla rete televisiva NBC. In Italia è stata trasmessa con il titolo Bret Maverick.
Alcune delle uscite internazionali sono state:
- negli Stati Uniti il 1º dicembre 1981 (Bret Maverick)
- in Germania Ovest il 1º febbraio 1984
- in Grecia (Bret Maverick)
- in Italia (Bret Maverick)

## Episodi
| Stagione       | Episodi | Prima TV USA | Prima TV Italia |
| -------------- | ------- | ------------ | --------------- |
| Prima stagione | 18      | 1981-1982    |                 |